# رون هيلر (لاعب كرة قدم أمريكية)
رون هيلر (بالإنجليزية: Ron Heller)‏ هو لاعب كرة قدم أمريكية أمريكي، ولد في 25 أغسطس 1962 في إيست ميدو في الولايات المتحدة.

## وصلات خارجية
- رون هيلر على موقع مرجع كرة القدم المحترفة.كوم (الإنجليزية)